# Portrait de Colonna Romano
Portrait de Colonna Romano est un tableau réalisé en 1912 par le peintre français Auguste Renoir. Cette huile sur toile est le portrait en buste de la comédienne Gabrielle Colonna-Romano coiffée et vêtue de rouge. Partie du Fonds national d'art contemporain, l'œuvre se trouve depuis 1916 en dépôt au musée des Beaux-Arts de Limoges, à Limoges, ville natale de l'artiste. Le musée d'Orsay, à Paris, conserve d'autres représentations de sa main de la jeune femme, qui a une liaison avec son fils Pierre Renoir.

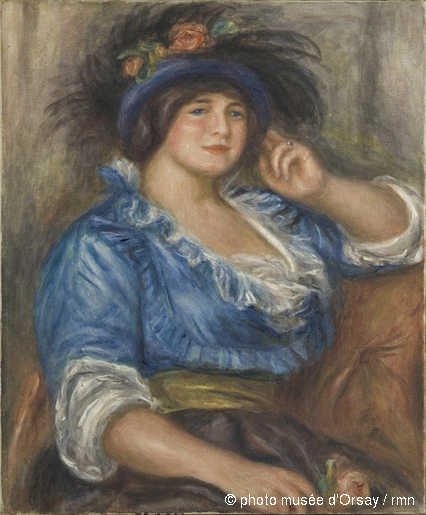
Vers 1913, musée d'Orsay, Paris
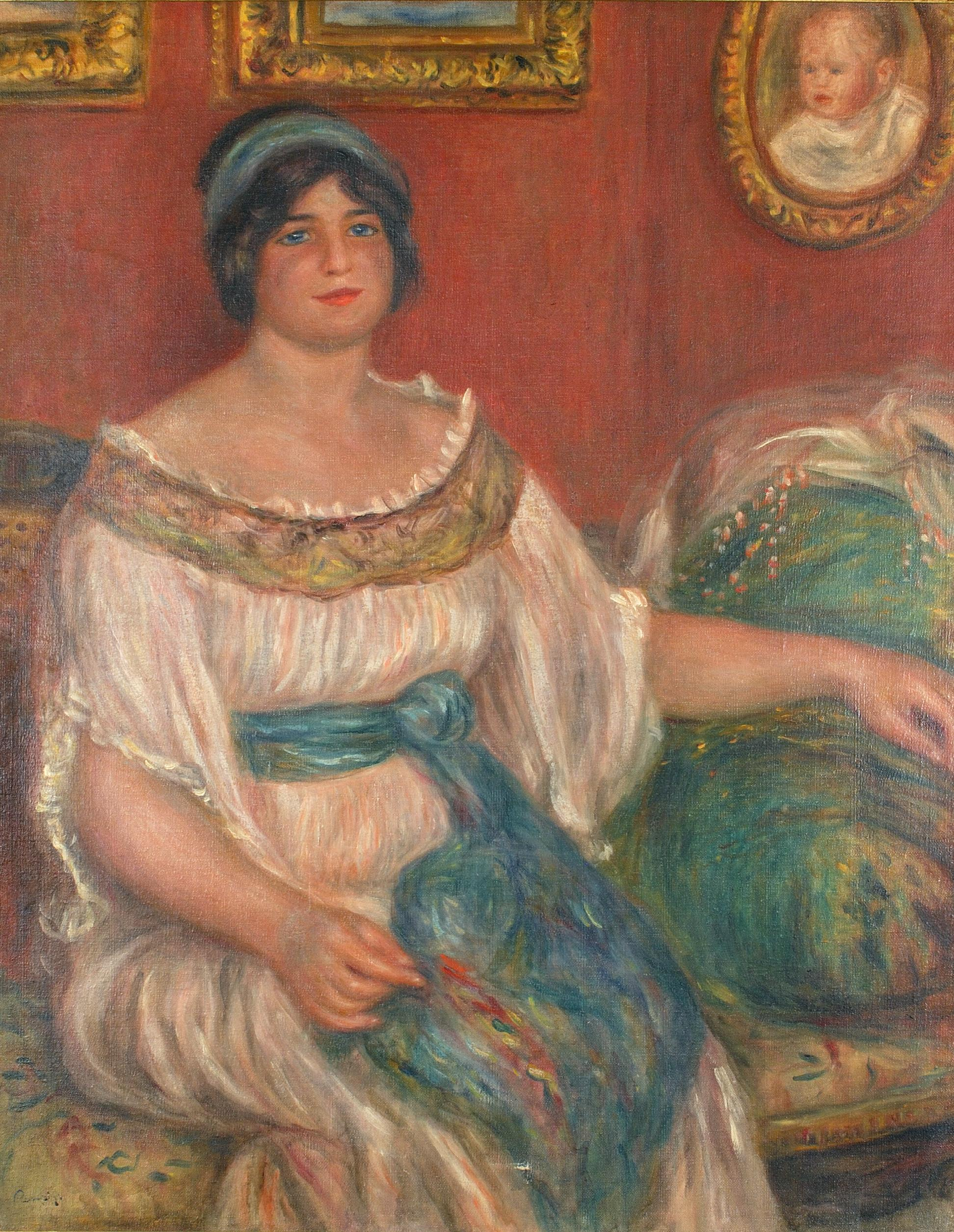
Vers 1913, musée d'Orsay, Paris